# Багате (Звягельський район)
Бага́те (до 1946 року — хутір Багатий) — село в Україні, у Новоград-Волинській міській територіальній громаді Звягельського району Житомирської області. Населення становить 58 осіб. До 1923 року — фільварок, до 1946 року — хутір.

## Населення
У 1906 році налічувалося 30 жителів, дворів — 7, станом на 1923 рік кількість населення становила 175 осіб, кількість дворів — 36.
Відповідно до результатів перепису населення СРСР, кількість населення, станом на 12 січня 1989 року, становила 67 осіб.
Станом на 5 грудня 2001 року, відповідно до перепису населення України, кількість мешканців становила 58 осіб.

### Мова
Розподіл населення за рідною мовою за даними перепису 2001 року:
| Мова       | Кількість | Відсоток |
| ---------- | --------- | -------- |
| українська | 58        | 100%     |

## Історія
У 1906 році — фільварок (рос. Богатое) Пищівської волості (2-го стану) Новоград-Волинського повіту Волинської губернії. Відстань до повітового центру, м. Новоград-Волинський, становила 16 верст, до волосної управи в міст. Піщів — 4 версти. Найближче поштово-телеграфне відділення розташовувалось в с. Дідовичі.
У 1923 році — хутір; увійшов до складу новоствореної Великомолодьківської сільської ради, котра, від 7 березня 1923 року, стала частиною новоутвореного Пищівського (згодом — Ярунський) району. Відстань до районного центру, с. Піщів — 5 км, до сільської ради, с. Великий Молодьків — 2 км. Від 1946 року — село Багате. 4 червня 1958 року, разом із сільрадою, увійшло до складу Новоград-Волинського району Житомирської області.
У 2020 році територію та населені пункти Великомолодьківської сільської ради, відповідно до розпорядження Кабінету Міністрів України № 711-р від 12 червня 2020 року «Про визначення адміністративних центрів та затвердження територій територіальних громад Житомирської області», було включено до складу Новоград-Волинської міської територіальної громади Новоград-Волинського району Житомирської області.